# 戦車第10連隊
戦車第10連隊（せんしゃだい10れんたい、戦車第十聯隊）は、大日本帝国陸軍の戦車連隊のひとつ。

## 概要
戦車第10連隊は、1939年（昭和14年）8月1日に、戦車第4連隊・戦車第5連隊から抽出された要員をもってハルピンで編成された。当初の戦車は、戦車第3連隊・戦車第4連隊で用済み後の八九式中戦車甲型（ガソリンエンジン車）であった。同年12月東安に移駐し、戦車第4連隊・戦車第11連隊とともに第2戦車団に所属した。その後、1942年（昭和17年）6月には戦車第2師団の創設にともない同師団戦車第4旅団の隷下に入った。また砲戦車装備予定の第5中隊が編成されたが、実際には砲戦車は生産されていなかったため九七式五糎七戦車砲装備の九七式中戦車で代用された。
連隊は編成後一貫して満州東安に在って、戦車第2師団創設後は同師団に属し、国境付近の警備にあたるとともに対ソ連戦に備えた訓練に従事していた。しかし太平洋戦争末期の1944年（昭和19年）に戦車第2師団はフィリピン方面に転用となり、フィリピンルソン島に進出したが、1945年（昭和20年）5月に玉砕した。

### フィリピン戦線
1944年（昭和19年）7月26日に動員下令、8月13日に東安を発ち釜山を経て門司で船団を組みルソン島に向かい、連隊主力はサンフェルナンドに上陸した。この間に第2中隊乗船の津山丸がバシー海峡航行中に雷撃により海没、藤崎中尉以下40名を失い、サンフェルナンドに人員だけを揚陸した第5中隊の戦車も、回航していた大敏丸の海没により失われた。そのため、10月中旬にマニラ北方のシブルスプリングに集結、損失を補填し連隊の再編成が行われた。
そして、内田文夫大尉指揮の第1中隊をレイテ島に派遣し、主力はルソン島にて戦闘準備を整えた。
翌1945年（昭和20年）1月6日にリンガエン湾にアメリカ軍が上陸を開始し、同月18日連隊主力はサン・ニコルスに展開し迎撃態勢を敷いた。上陸するアメリカ軍の兵力は、3コ師団、戦車400輌を数え、上陸前の艦砲射撃の激しさもあり、火力に於ける劣勢は如何ともしがたく、2月8日までに全ての戦車が破壊された。全ての戦車を失った後は徒歩戦闘に移り、サラクサク峠でアメリカ軍第32歩兵師団を迎え撃ったものの5月には壊滅、フィリピンに出陣した800余名のうち終戦後祖国に帰還できた者は50名に満たなかった。

## 最終部隊構成
- 連隊長：原田一夫中佐
- 第1中隊：内田文夫大尉

九五式軽戦車（10輌）・装甲兵車（2輌）・自動貨車（4輌）
- 第2中隊：清水徹大尉

九五式軽戦車（1輌）・九七式中戦車(47mm砲搭載)（11輌）・自動貨車（4輌）
- 第3中隊：上野尚雄大尉

九五式軽戦車（1輌）・九七式中戦車(47mm)（11輌）・自動貨車（4輌）
- 第4中隊：松枝賢亮大尉

九五式軽戦車（1輌）・九七式中戦車(47mm)（11輌）・自動貨車（4輌）
- 第5中隊：桜井隆夫大尉

九五式軽戦車（1輌）・九七式中戦車(57mm)（11輌）・自動貨車（4輌）
- 整備中隊：原口義隆大尉

九七式中戦車(47mm)（4輌）・自動貨車（14輌）

## 歴代連隊長
| 代 | 氏名       | 在任期間    | 備考        |
| -- | ---------- | ----------- | ----------- |
|    | 田中和一郎 | 1940.3.14 - |             |
|    | 木下武夫   | 1942.1.7 -  | 1942.8.大佐 |
|    | 角健之     | 1943.8.2 -  |             |
| 末 | 原田一夫   | 1944.7.8 -  |             |